# بلبوس أبيض الأزهار
بلبوس أبيض الأزهار (الاسم العلمي:Muscari albiflorum) هو نوع من النباتات يتبع جنس البلبوس من الفصيلة الهليونية.